# 霍夫曼 (明尼蘇達州)
霍夫曼（英語：Hoffman）是一個位於美國明尼蘇達州格蘭特縣的城市。

## 歷史
霍夫曼於1887年成立，同年設立營運至今的郵局。此地得名自鐵路公司老闆羅伯特·C·霍夫曼（Robert C. Hoffman）。

## 人口
根據2020年美國人口普查的數據，霍夫曼的面積為5.44平方千米，當中陸地面積為5.44平方千米，而水域面積為0.00平方千米。當地共有人口698人，而人口密度為每平方千米128人。